# Lepidophorella spadica
Lepidophorella spadica är en urinsektsart som beskrevs av John Tenison Salmon 1944. Lepidophorella spadica ingår i släktet Lepidophorella och familjen långhornshoppstjärtar. Inga underarter finns listade i Catalogue of Life.